# Sanurus indecora
Sanurus indecora är en insektsart som först beskrevs av Jacobi 1941.  Sanurus indecora ingår i släktet Sanurus och familjen Flatidae. Inga underarter finns listade i Catalogue of Life.